# Генетска предиспозиција
Предиспозиције су тенденције или симптоми који указују на могућност да се развије одређен процес, таленат или поремећај, коме доприносе околности у којима особа живи, наслеђе и социјална околина.